# 에버그린 (GPU 계열)
에버그린(Evergreen)은 라데온의 GPU 패밀리이다. 코드명은 RV870이고, 상품명은 라데온 HD 5800 시리즈이다. 라데온 HD 5970은 코드명 헴록(Hemrock)이며 라데온 HD 5870 칩셋 두개로 이루어진 제품이므로 본 문서에 포함되었다.

## 특징
윈도우 7과, 윈도 7에 탑재되는 다이렉트 엑스 11을 세계 최초로 완벽히 지원하였다.
- ATI 아이피니티 멀티디스플레이 기술을 통한 최대 6개의 디스플레이와 12배의 해상도 지원.
- ATI 스트림 기술을 통한 다이렉트컴퓨트(DirectCompute) 11 지원
- 하나의 카드당 최대 2.72 테라플롭스의 연산 능력
- AMD의 6세대 테셀레이션(tessellation) 기술 적용
- 삼성전자의 3세대 GDDR5 지원
- TSMC의 2세대 40나노 공정 기술 적용

## 제품명과 사양
| 제품명  | 코어클럭(Mhz) | 메모리클럭(Mhz) | 스트림프로세서 | 텍스처 유닛 | Z ROP | COLOR ROP | 최대 전력 사용량 |
| ------- | ------------- | --------------- | -------------- | ----------- | ----- | --------- | ---------------- |
| HD 5970 | 725           | 1000            | 1600*2         | 80*2        | 128*2 | 32*2      | 294와트          |
| HD 5870 | 850           | 1200            | 1600           | 80          | 128   | 32        | 188 와트         |
| HD 5850 | 725           | 1000            | 1440           | 72          | 128   | 32        | 151 와트         |
| HD 5830 | 800           | 1000            | 1120           | 56          | 64    | 16        | 175와트          |

## 참고 문헌
- AMD 보도자료 2009
- AMD 제품정보